# Самора-Чинчипе
Самора-Чинчипе (ісп. Zamora-Chinchipe) — провінція на південному сході Еквадору. Площа становить 23111 км², населення — 91376 чол. (2010). Адміністративний центр — місто Самора. На заході межує з провінцією Лоха, на півночі — з Асуай і Морона-Сантьяго, на півдні та сході — з Перу.

## Адміністративний поділ

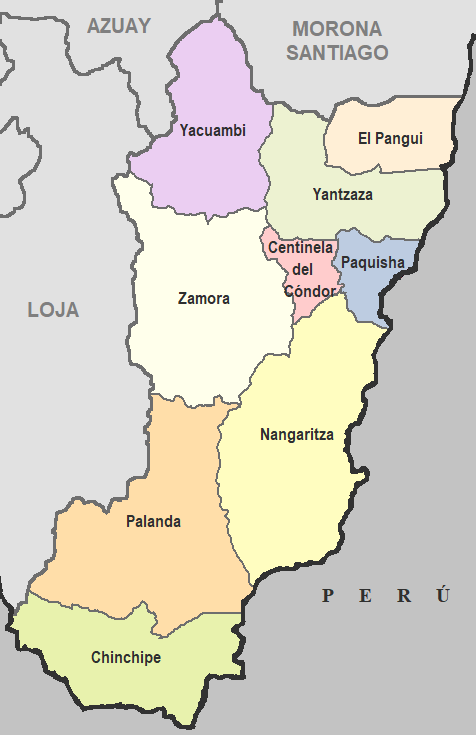
Кантони провінції Самора-Чинчипе.

В адміністративному відношенні провінція поділяється на 9 кантонів:
| № | Прапор | Кантон                                       | Населення, чол. (2010) | Площа, км² | Адміністративний центр |
| - | ------ | -------------------------------------------- | ---------------------- | ---------- | ---------------------- |
| 1 |        | Сентінела-дель-Кондор (Centinela del Cóndor) | 6 479                  | 519        | Сумбі (Zumbi)          |
| 2 |        | Чинчипе (Chinchipe)                          | 9 119                  | 1 194      | Сумба (Zumba)          |
| 3 |        | Ель-Пангі (El Pangui)                        | 8 619                  | 614        | Ель-Пангі (El Pangui)  |
| 4 |        | Нангариця (Nangaritza)                       | 5 196                  | 2 096      | Гуайсімі (Guayzimi)    |
| 5 |        | Паланда (Palanda)                            | 8 089                  | 1 925      | Паланда (Palanda)      |
| 6 |        | Пакіша (Paquisha)                            | 38 54                  | 261        | Пакіша (Paquisha)      |
| 7 |        | Якамбі (Yacuambi)                            | 3 854                  | 1 242      | Якамбі (Yacuambi)      |
| 8 |        | Янцаса (Yantzaza)                            | 18 675                 | 990        | Янцаса (Yantzaza)      |
| 9 |        | Самора (Zamora)                              | 25 510                 | 1 876      | Самора (Zamora)        |